# Stryphnus fortis
Stryphnus fortis är en svampdjursart som först beskrevs av Vosmaer 1885.  Stryphnus fortis ingår i släktet Stryphnus och familjen Ancorinidae. Inga underarter finns listade i Catalogue of Life.